# Caunedo
 (février 2013).
Si vous disposez d'ouvrages ou d'articles de référence ou si vous connaissez des sites web de qualité traitant du thème abordé ici, merci de compléter l'article en donnant les références utiles à sa vérifiabilité et en les liant à la section « Notes et références ».
Caunedo (en asturien Caunéu) est un village qui fait partie de la paroisse de Gúa dans la commune de Somiedo dans les Asturies en Espagne. Il est intégré au Parc naturel de Somiedo.